# Martin Posselius
Martin Posselius (Erfurt, ca. 1580 – Hoogstraten, 2 september 1646) was een Duits orgelbouwer en organist die leefde en werkte in de Zuidelijke Nederlanden.
Martin, soms ook als Marten vermeld, huwde met Maria Corten op 25 september 1611 in Maastricht en in een tweede huwelijk met diens zuster Geertrui. Met de eerste vrouw had hij drie kinderen, Jan (°1612), Joanna en Maria (°1619) en met de tweede nog twee: Andries (°1629) en Elias.
Zijn vroegst bekende opdracht was de restauratie van het orgel in de abdijkerk te Averbode (1609). In 1611 bouwde hij een nieuwe windlade in Maastricht. In 1613 werkte hij aan een herstelling van het orgel van de Sint-Katharinakerk te Hoogstraten. Hij betrok eerst een kamer bij Hendrik de Cnodder naast het jongensweeshuis samen met orgelbouwer Balthazar Nieuwaert uit Tirol. Niet veel later vertrok Balthazar alweer naar een volgende opdracht. Hoogstraten had sinds 1544 een klein en een groot orgel, de eerste voor gemeenschappelijke diensten en de tweede voor het koor. De reparatie was hoognodig want beide orgels waren al 36 jaar niet meer bespeelbaar door de opeenvolging van verschillende legers die sinds 1578 in Hoogstraten post hadden gevat en Hoogstraten sterk in verval achterlieten. Begin 17e eeuw, toen het rustiger werd, begon men aan het herstel. Dat de kerkmeesters het talent van Posselius waardeerden blijkt wel uit de moeite die ze deden om hem aan zich te binden. Posselius verkreeg een aanstelling als organist. Hij liet in 1614 zijn vrouw en kinderen overkomen uit Maastricht op kosten van de kerkmeesters. Hij vestigde zich definitief in Hoogstraten met een eigen atelier. Hij betrok een bescheiden huis enkele huizen ten zuiden van het Knechtjeshuis. In 1615 deed hij een orgelreparatie in de Sint-Pieterskerk te Turnhout. De volgende jaren kreeg hij opdrachten in Breda, Sprundel, Lokeren, Stekene en Princenhage. Martin Posselius was de stamvader van een geslacht orgelbouwers en organisten die nog een eeuw lang in de Kempen verbleven.
- Biografisch Portaal: 22155092